# Das Opferfest des Krodo
Das Opferfest des Krodo ist ein Historiengemälde von Friedrich Georg Weitsch aus den Jahren 1797–1798. Weitsch war zur Entstehungszeit vorwiegend für Herzog Karl Wilhelm Ferdinand von Braunschweig-Wolfenbüttel tätig. Das Bild ist im Besitz der Berliner Akademie der Künste, deren Direktor Weitsch 1798 wurde.

## Bildgegenstand
Auf dem Gipfelplateau des Bad Harzburger Großen Burgbergs, etwa dort, wo heute die Canossasäule steht, werden vor der Statue des Krodo auf dem Krodoaltar Menschenopfer dargebracht. Die Szene spielt in undatierbarer altsächsischer Frühzeit. Die gefangenen römischen Soldaten im Bild sollen vielleicht auf die Varusschlacht im Jahr 9 n. Chr. verweisen.
Historisch basieren sowohl die Annahme eines alten Krodokults als auch die Benennung des romanischen Bronzealtars nach Krodo auf Fiktionen.

## Beschreibung im Ausstellungskatalog der Akademie der Künste 1798
„Das Opferfest des Krodo, der auf dem Vorgebirge des Hartzes, der jetzt benannten Hartzburg, verehrt wurde.
Der Schauplatz ist auf der Spitze des genannten Burgbergs, von wo aus man die abhängenden Gebirge und einen Theil des flachen Landes als Hintergrund gebildet sieht.
Der Tag ist noch nicht lange angebrochen, denn noch siehet man die Morgendünste zwischen den hohen Gebirgen und durch das Ockerthal, wohin sich rechts die Aussicht öffnet, langsam dahin ziehen.
Ganz im Vordergrunde erhebt sich ein Berg, grade der, an dessen Fuß das heutige Amt Harzburg liegt, und auf welchem noch jetzt die Ruinen des in der deutschen Kaisergeschichte so berühmten und festen Schloßes sich befinden. Die Tradition macht ihn zum Heiligthum des Krodo und errichtet hier seinen Altar. Auf dieses Berges Höhe erblickt man zwei bejahrte Eichen, unter deren Schatten die Statüe des Krodo auf einer Säule stehet. Der Gott selbst hält ein Rad in der Linken, und einen Korb mit Blumen und Früchten in der Rechten, mit den Füßen auf einem Fische stehend. Um die Säule schließt sich ein Feston von Eichenlaub und Blumen. Etwas vorwärts vom Fuße der Säule liegt ein länglicher großer Stein, der mit Blumen bestreut ist; und mitten darauf steht ein Kessel. Die weissagenden Priesterinnen (Alrunen) bedienten sich dieses Kessels bei ihren prophetischen Menschenopfern. Sie tödteten die gefangenen Feinde, und weissagten aus dem hineinströmenden Blute.
Hinter diesem Kessel stehen zwei junge Deutsche mit Hörnern von Weiden- oder Lindenborken gewunden, am Munde, deren sie sich bei Volkszusammenkünften bedienten, um durch ihren schmetternden Schall das Volk zu versamlen, oder zur Tapferkeit aufzumuntern.
In der Mitte vor dieser Säule und diesem Steine steht der Altar, der noch jetzt in der Stiftskirche zu Goßlar aufbewahrt wird. Er ist oben ein offnes Viereck, mit einem Boden in welchem sich fünf Löcher befinden, in der Mitte und in den vier Ecken, zwischen welchen Spieße stecken, die zur Befestigung der Opfer dienten.
Unter den vier Pilastern liegen, jede auf einem Knie, Figuren, im hetrurischen oder vielmehr celtischen Styl, welche hohl gegossen sind, damit der Dampf durch die Augen und oben aus dem Kopf ziehen konnte, um ein schreckliches Ansehen zu geben. Ein Knabe unterhält durch Einwerfung des Holzes das Feuer. Der Opferrauch steigt empor und verliert sich in den betagten Eichen.
Auf der linken Seite der Opferstätte befinden sich die deutschen Priesterinnen (Alrunen) in ihrem eigenthümlichen Kostum. Sie führen steinerne Messer in der Hand, und erwarten sehnsuchtsvoll einige gefangene Römer, die über den Kessel als Opfer bluten sollen. Diese klimmen, im Vorgrund, gefesselt, den Berg mühsam herauf, geführt durch bewaffnete deutsche Krieger, in Wolfshäute gekleidet. Verzweiflung und Abscheu vor der Todesart wendet das Gesicht des alten Römers zur Seite, da ihm der Deutsche sein nahes Schicksal verkündet. Außerdem sind auf dem Vorgrunde noch folgende Gruppen: Deutsche Mütter auf dem Felsen gelagert, ihre drei bis vierjährigen Kinder spielen zu ihren Füßen, froh, daß sie nicht mehr der grausamen Gewohnheit unterworfen sind, die jetzt vor ihren Augen beginnt, denn die Tradition bestimmt die Erstgeburt dem Krodo zum Opfer.
Gleich daneben halten Vater und Mutter zugleich in ihren Armen den Säugling. Mit stummen Schmerz küßt der Vater nochmals seinen Sohn. Nahe dabei steht eine Mutter mit einem Kinde auf den Armen, hinter ihr der Gatte, der ängstlich nach der Haupthandlung sieht, welche auch seines Erstlings ihn beraubt. Die Mutter, im heftigsten Gefühle des Schmerzes, reicht das Kind ihrer Freundin dar, welche es umfaßt und ihm den Abschiedskuß giebt.
Die Hauptgruppe stellt einen jungen kraftvollen Deutschen dar, nur mit einer Wolfshaut bedeckt. Mit männlicher Fassung überreicht er dem Priester seinen Erstlingsknaben zum Opfer, indem ein anderer Priester mit aufgehobenen Händen zum Krodo hinauf betet. Während dieser Scene sinkt seine hinter ihm stehende Gattin, überwältigt durch Schmerz, ohnmächtig und leblos in die Arme ihres Vaters und ihrer Mutter. Die nächststehenden Verwandten äußern Theilnahme, Bestürzung und Tröstung.
Das zur Opferfeierlichkeit versamlete Volk bildet als Hintergrund Figuren im Kreise, unter welchen eine episodische Gruppe die Rohheit der Zeit, und den Volkscharakter bezeichnet. Ein deutsches Mädgen, welches auf die Opferfeierlichkeit nicht achtet, sucht einem Manne den Spieß aus den Händen zu winden, um einem Wildpret nachzueilen, indem sie mit der einen Hand den Berg hinabzeiget wo sie es entdeckt. Zur Linken sitzen und stehen einige Alte, die nach den hinauf geführten Römern sehen, ein Jüngling sucht sie aufmerksam auf das angehende Opfer zu machen. Auch sieht man oben in der Luft zwei Adler, aus deren Fluge und Geschrei man Vorbedeutungen (Auspicia) herzunehmen pflegte.“